# Attracteur de Hénon

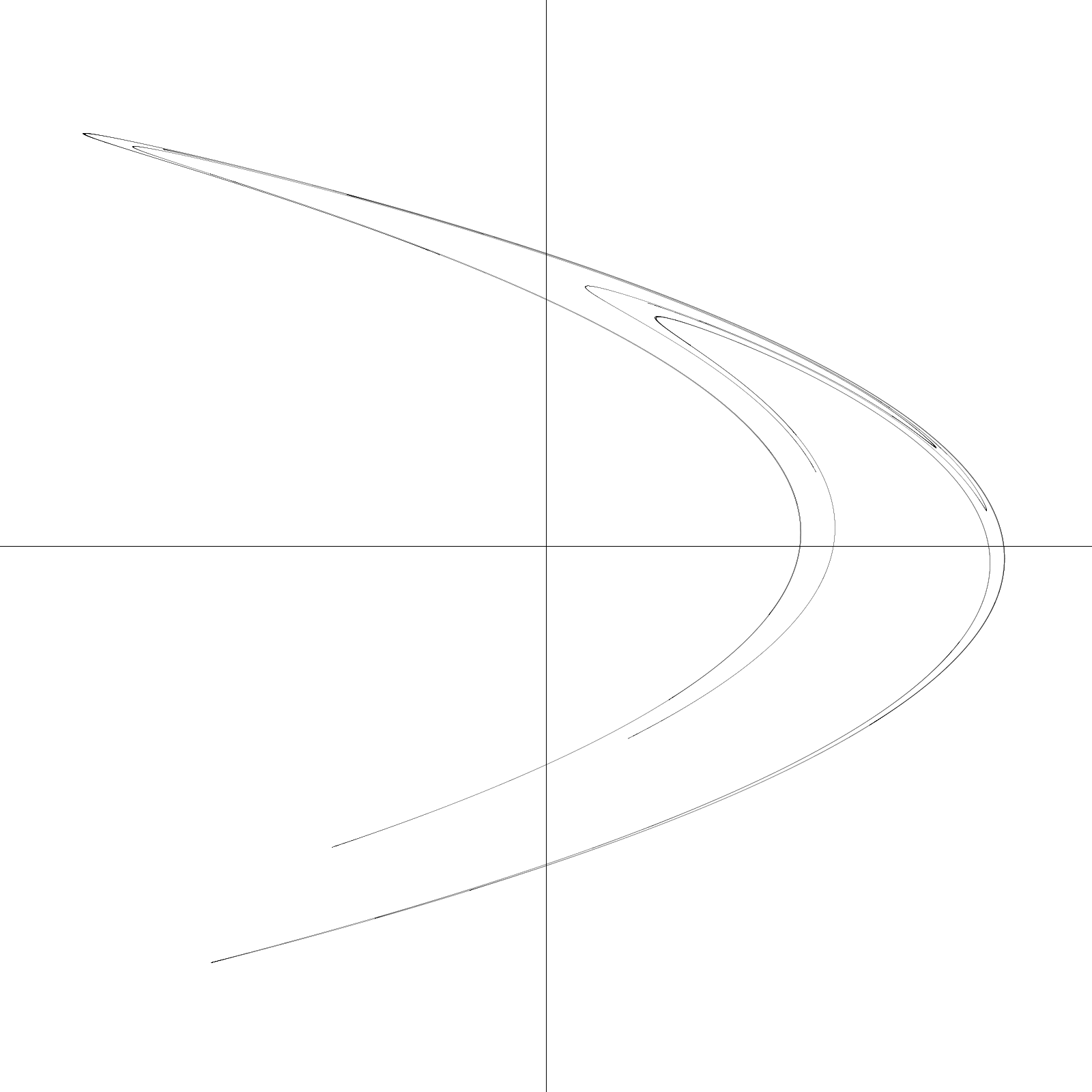
attracteur de Hénon pour a = 1,4 et b = 0,3.

L'attracteur de Hénon est un système dynamique à temps discret. C'est l'un des systèmes dynamiques ayant un comportement chaotique les plus étudiés.
L'attracteur de Hénon prend tout point du plan (x, y) et lui associe le nouveau point :
{\displaystyle x_{n+1}=y_{n}+1-ax_{n}^{2}},
{\displaystyle y_{n+1}=bx_{n}}.
Il dépend de deux paramètres, a et b, qui ont pour valeurs canoniques : a = 1,4 et b = 0,3. Pour ces valeurs, l'attracteur de Hénon est chaotique. Pour d'autres valeurs de a et b, il peut être chaotique, intermittent ou converger vers une orbite périodique. Un aperçu du comportement de l'attracteur peut être donné par son diagramme orbital.
L'attracteur fut introduit par Michel Hénon comme une simplification de la section de Poincaré de l'attracteur de Lorenz. Ce dernier montre comment les différentes variables du système dynamique évoluent dans le temps en une trajectoire non périodique. Le modèle de Lorenz a eu des répercussions importantes en montrant les limites possibles sur la capacité de prédiction à long terme de l'évolution climatique et météorologique. C'est un élément important de la théorie selon laquelle l'atmosphère des planètes et des étoiles peut comporter une grande variété de régimes quasi périodiques et est sujette à des changements abrupts et, en apparence, aléatoires. C'est aussi un exemple utile à la théorie des systèmes dynamiques servant de source à de nouveaux concepts mathématiques. Dans le cas canonique, le point de départ approchera soit un ensemble de points, connu sous le nom d' attracteur étrange de Hénon, soit l'infini. L'attracteur de Hénon est fractal, continu dans une direction, et forme un ensemble de Cantor dans l'autre. Des estimations numériques donnent une dimension de corrélation d'environ 1,25 ± 0,02 et une dimension de Hausdorff de 1,261 ± 0,003 pour l'attracteur canonique.
En tant que système dynamique, l'attracteur canonique de Hénon est d'un intérêt particulier car, contrairement à la fonction logistique, ses orbites n'ont pas de description simple.

L'attracteur de Lorenz